# Капіляр (біологія)

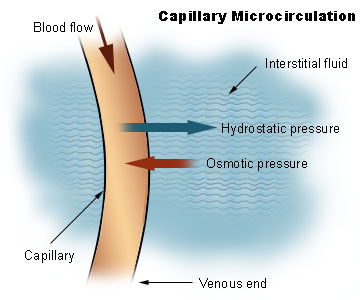

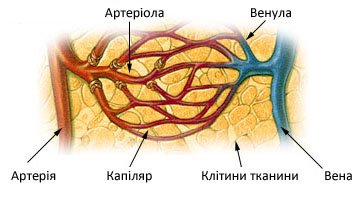

Капіляри, гемокапіляри (лат. capillaris) — найтонші кровоносні судини, що виконують основну функцію кровоносної системи щодо обміну речовин між кров'ю та тканинами, відіграють роль гістогематичного бар'єра, а також забезпечують мікроциркуляцію.
Гемодинамічні умови в капілярах характеризуються низьким тиском (25—30 мм рт.ст. на артеріальному кінці та 8—12 — на венозному) і малою швидкістю кровотоку (0,5 мм/с).
Латинське слово capillaris означає «волосяний», хоча переважна більшість капілярів тонші за людську волосину. Просвіт капілярів іноді менший, ніж діаметр еритроцитів (3-5 мкм), однак є і великі капіляри діаметром понад 20-30 мкм, так звані синусоїдні капіляри та лакуни. Середня довжина капіляра 0,7-0,8 мм, площа поперечного розрізу 30 мкм2. Капіляри — найчисленніші судини організму.
Здебільшого капіляри утворюють сітку, але можуть формувати й петлі (наприклад, у рецепторах шкіри і синовіальних волосинках суглобів), а також клубочки (в нирці). Різні органи мають різний рівень розвитку капілярної сітки. Наприклад, у шкірі на 1 мм² є 40 капілярів, а в м'язах — близько 1000. Значний розвиток капілярної сітки має сіра речовина органів центральної нервової системи (ЦНС), ендокринні залози, скелетні м'язи, серце, жирова тканина.
Стінка капілярів дуже тонка: вона утворена ендотелієм, базальною мембраною та перицитами.
Залежно від будови ендотелію, базальної мембрани, а також від діаметра просвіту капіляри класифікують на:
- соматичного типу діаметром до 10 мкм, які мають нефенестрований ендотелій і суцільну базальну мебрану; вони локалізуються у шкірі, м'язовій тканині, серці, головному мозку;
- капіляри вісцерального типу, які містять відкритий фенестрований ендотелій і суцільну базальну мембрану; локалізується у ниркових клубочках, ворсинках тонкої кишки, залозах внутрішньої секреції;
- капіляри синусоїдного типу, які містять фенестри в ендотелії та пори у базальній мембрані; розташований в органах кровотворення, печінці.

Транскапіля́рний о́бмін — переміщення речовин через стінку капілярів за допомогою дифузії, фільтрації, реабсорбції тощо.